# Sergio Roitman
Sergio Andres Roitman (ur. 16 maja 1979 w Buenos Aires) – argentyński tenisista.

## Kariera tenisowa
Jako zawodowy tenisista występował w latach 1996–2009.
W grze pojedynczej wygrał 10 turniejów rangi ATP Challenger Tour.
W deblu, oprócz zwycięstw w zawodach kategorii ATP Challenger Tour, ma w swoim dorobku 2 wygrane turnieje rangi ATP World Tour, najpierw w roku 2000 w Amsterdamie oraz w 2001 w Umagu. W obu turniejach partnerem deblowym Roitmana był Andrés Schneiter.
Najwyżej sklasyfikowany w rankingu singlistów był na 62. miejscu w październiku 2007 roku, natomiast w zestawieniu deblistów we wrześniu 2008 roku zajmował 45. pozycję.

### Finały w turniejach ATP World Tour
| Legenda                                      |
| -------------------------------------------- |
| Wielki Szlem                                 |
| Igrzyska olimpijskie                         |
| Tennis Masters Cup / ATP Finals              |
| ATP Masters Series / ATP Tour Masters 1000   |
| ATP International Series Gold / ATP Tour 500 |
| ATP International Series / ATP Tour 250      |

#### Gra podwójna (2–0)
| Końcowy wynik | Nr | Data          | Turniej   | Nawierzchnia | Partner          | Przeciwnicy                         | Wynik finału  |
| ------------- | -- | ------------- | --------- | ------------ | ---------------- | ----------------------------------- | ------------- |
| Zwycięzca     | 1. | 23 lipca 2000 | Amsterdam | Ceglana      | Andrés Schneiter | Edwin Kempes Dennis van Scheppingen | 4:6, 6:4, 6:1 |
| Zwycięzca     | 2. | 22 lipca 2001 | Umag      | Ceglana      | Andrés Schneiter | Ivan Ljubičić Lovro Zovko           | 6:2, 7:5      |